# Ramon Magsaysay
Ramón del Fierro Maqsaysay (1907-1957) là tổng thống thứ 7 của Philippines. Ông là tổng thống Philippines đầu tiên sinh ra vào thế kỷ 20 và cũng là tổng thống Philippines đầu tiên sinh sau độc lập. Magsaysay tại nhiệm từ năm 1953 đến khi qua đời vào năm 1957 trong một tai nạn máy bay. Ông từng là một lãnh đạo du kích trong Chiến tranh Thái Bình Dương. Ông được bầu làm Tổng thống khi phục vụ Đảng Thống nhất Quốc gia (Philippines).